# Oderwitz
Oderwitz – miejscowość i gmina w Niemczech, w kraju związkowym Saksonia, w okręgu administracyjnym Drezno, w powiecie Görlitz.

## Historia
Najstarsza znana wzmianka o miejscowości pochodzi z 1324, gdy wraz z pobliską Żytawą leżała w granicach piastowskiego księstwa jaworskiego, jednego z polskich księstw dzielnicowych na Dolnym Śląsku, po czym w 1346 przeszła we władanie Królestwa Czech, których częścią pozostawała do 1635, gdy na mocy pokoju praskiego przeszła do Saksonii, trafiając w efekcie we władanie królów Polski Augusta II i Augusta III w latach 1697–1763 i Niemiec od 1871.
Podczas II wojny światowej w miejscowości znajdowała się filia niemieckiego obozu koncentracyjnego Groß-Rosen.

## Współpraca
Miejscowości partnerskie:
- Haßmersheim, Badenia-Wirtembergia
- Schlierbach, Badenia-Wirtembergia
- Udanin, Polska